# Pilou-Pilou (chanson)
Pour les articles homonymes, voir Pilou-pilou.
Le Pilou-Pilou est une chanson populaire française chantée par l'arrière vice-champion de France de rugby Marcel Bodrero à la fin des années 1940. Aujourd'hui, elle est entonnée par les supporters du Rugby club toulonnais lors des manifestations sportives.

## Historique

### Origine précédemment admise: Toulon 1940
Chantée par l'arrière vice-champion de France de rugby Marcel Bodrero à la fin des années 1940   et transcrit par Jean-Louis Gruarin, le Pilou-Pilou est devenu une composante folklorique du Rugby club toulonnais.
Elle est surtout appréciée par les supporteurs toulonnais avant chaque coup d'envoi au stade Mayol.
Elle est néanmoins chantée bien avant la rencontre pour motiver l'ensemble des supporters et lors des troisièmes mi-temps pour fêter la victoire des siens.

### Origine probable: Alger 1928
- Le 21 octobre 2017, le site surlatouche.fr propose une autre origine. Selon lui « Dans la foulée de l’exposition coloniale de 1907, le terme est une première fois repris en 1907 dans la culture populaire française à l’occasion d’une danse du début du XXe siècle »[3]. « Le terme « Pilou-Pilou » apparaît ensuite à la fin des années 1920 dans la revue mensuelle Alger Étudiant. Le cri est notamment utilisé pour encourager le club étudiant de la ville, le Racing universitaire d'Alger (RUA). En octobre 1928, la revue publie les paroles du chant estudiantin: »[4] :

« Alors que les terribles guerriers,
Descendent des montagnes vers les plaines,
Et que les femmes enceintes allaitent leurs enfants
À l'ombre des cocotiers verts,
Nous les véritables guerriers ,
Poussons notre terrible cri de guerre... ».

La chanson complète, dont le Pilou-Pilou n'est que le refrain d'une chanson paillarde, a été publiée par Maurice Faglin dans son ouvrage Il était une fois le RUA .
- Le 20 mai 1953 l'hebdomadaire du RUA remet les paroles du chant à la une, précisant que les paroles ont été présentées au club le 4 mars 1930 « probablement par l'inoubliable Bobette » [6]. Bobette était le surnom de Robert Faugère[7].

« (choeur) Pilou !, (ter).
(une voix seule) Poussons notre terrible cri de guerre !
(chœur). Ouah !
(Une voix seule) Et l'écho répondit :
(Cheeier). R...! U...! A...!
Non, non, non, non, le RUA n'est pas mort (bis)
Puisqu'il braille encore ! (bis).
Le RUA est bâti sur pierre !
Le RUA ne périra pas (bis).
Le RUA ! Oui ! Oui ! Oui ! » 
- Le rédacteur du RUA, Robert Faugère, donne alors une origine plus ancienne au Pilou-Pilou : « Pilou est une incantation antique et sacrée que prononçaient les Sioux et les Indiens Pawnees au moment de déterrer la hache de guerre. Apportée en France par les étudiants de Harvard, sa traduction est en usage dans les clubs universitaires ».
- Marcel Bodrero aurait alors très légèrement transformé les paroles ainsi :

« Ah ! Nous les terribles guerriers
Qui descendons de la montagne vers la mer
Avec nos femmes échevelées allaitant nos enfants
À l'ombre des grands cocotiers blancs
Nous les terribles guerriers
Poussons notre terrible cri de guerre » 
- On voit les différences :
  - les guerriers descendent de la montagne vers la mer et non plus vers la plaine (du fait que Toulon est une ville située entre le Mont Faron et la mer Méditerranée, et même par extension entourée d'autres montagnes : Baou de Quatre Ouro, Mont Caume, Mont Coudon..)
  - les femmes sont échevelées et non plus enceintes (les rendant aussi menaçantes que les hommes)
  - les cocotiers sont blancs et non plus verts.

### Autres origines possibles

#### Nouvelle-Calédonie
Le pilou est une danse traditionnelle kanak attestée depuis 1861. Nocturne à l'origine, elle était chargée de significations symboliques. Ulysse de La Hautière en 1869 décrit bien le Pilou Pilou du village de Naniouni en Nouvelle-Calédonie 
. Mais rien ne relie cette danse avec la chanson contemporaine.

#### Amérindienne
Robert Faugère évoque une origine sioux ou pawnee. Cette origine n'a pas été confirmée. La plus grande collection de chansons pawnees est de 2 385 cylindres enregistrés au XIXe siècle. Aucune expression se rapprochant de "Pilou Pilou" n'a été trouvée dans ces chansons,. De même, il n'y a pas de trace des paroles du Pilou Pilou dans les chansons Sioux .

## Interprètes, adaptations, réutilisations

### Interprètes
- Cédric Abellon (2008-2019, depuis 2025)
- Christophe Charaut[14] (2019-2024)

### Réemplois non parodiques
Elle est également chantée, avec des paroles modifiées, par certaines équipes partout en France et notamment par le SMUC de Marseille et par l'USN (Union sportive néracaise).

## Liens  externes
- Paroles du Pilou-Pilou